# 남부큰귀쥐속
남부큰귀쥐속(Loxodontomys)은 비단털쥐과 목화쥐아과에 속하는 남아메리카 설치류 속이다. 두 종이 알려져 있으며, 아르헨티나와 칠레에서 발견된다.

## 특징
꼬리 길이 8~12cm를 제외한 몸길이가 11~16cm이고 몸무게는 45~105g 정도이다.

## 하위 종
- 남부큰귀쥐 (L. micropus)
- 피쿰체큰귀쥐 (L. pikumche)